# Нојбулах
Нојбулах (њем. Neubulach) град је у њемачкој савезној држави Баден-Виртемберг. Једно је од 25 општинских средишта округа Калв. Према процјени из 2010. у граду је живјело 5.506 становника. Посједује регионалну шифру (AGS) 8235047.

## Географски и демографски подаци
Нојбулах се налази у савезној држави Баден-Виртемберг у округу Калв. Град се налази на надморској висини од 360-634 метра. Површина општине износи 24,7 km². У самом граду је, према процјени из 2010. године, живјело 5.506 становника. Просјечна густина становништва износи 223 становника/km².

## Међународна сарадња
| Мјесто | Држава     | Врста сарадње | Од    |
| ------ | ---------- | ------------- | ----- |
| Билах  | Швајцарска | контакт       | 2000. |
| Извор  |            |               |       |